# Pinyonia edulicola
Pinyonia edulicola är en tvåvingeart som beskrevs av Gagne 1970. Pinyonia edulicola ingår i släktet Pinyonia och familjen gallmyggor. Inga underarter finns listade i Catalogue of Life.